# Dom St. Marien (Fürstenwalde)

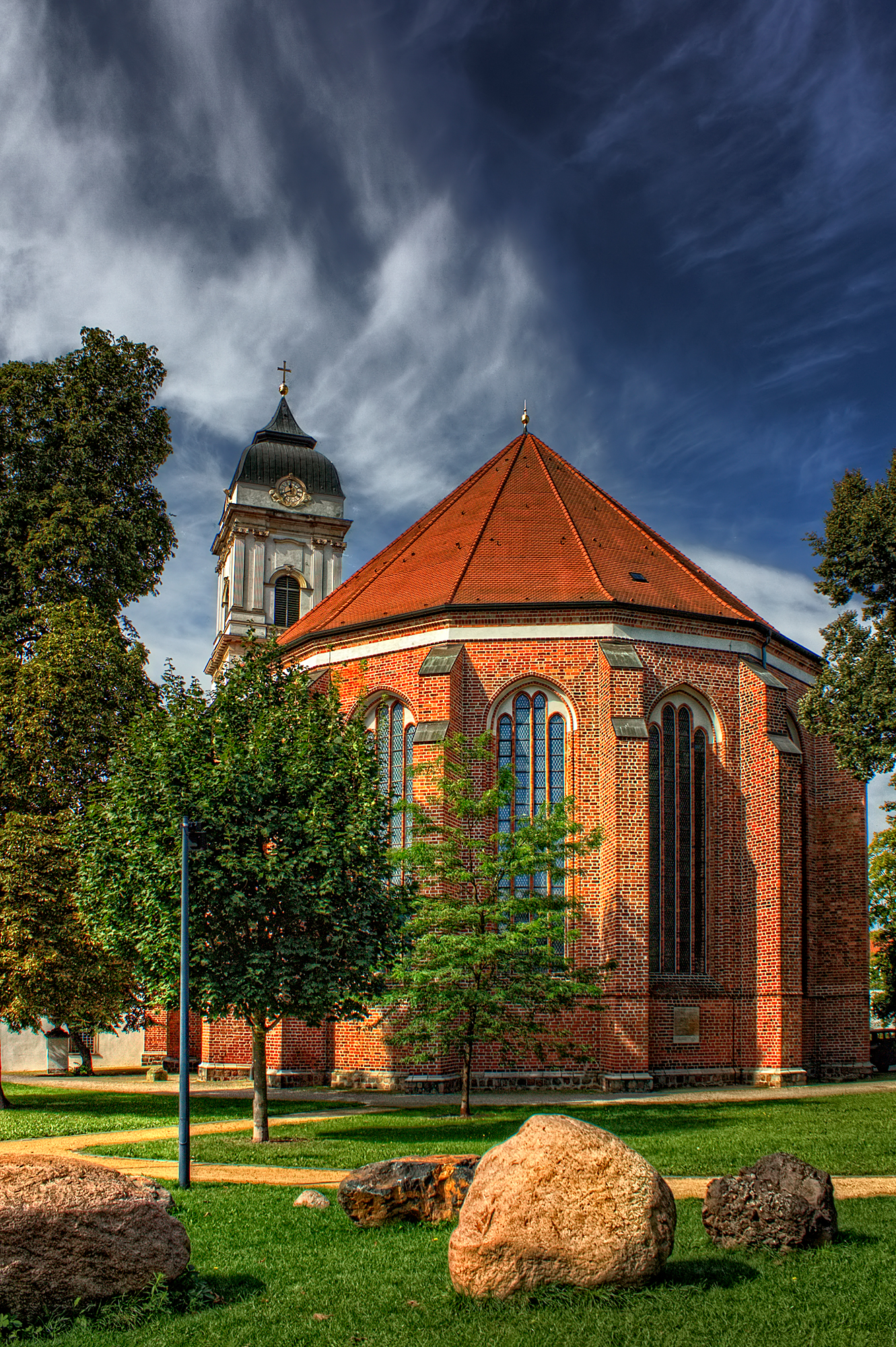
St. Marien

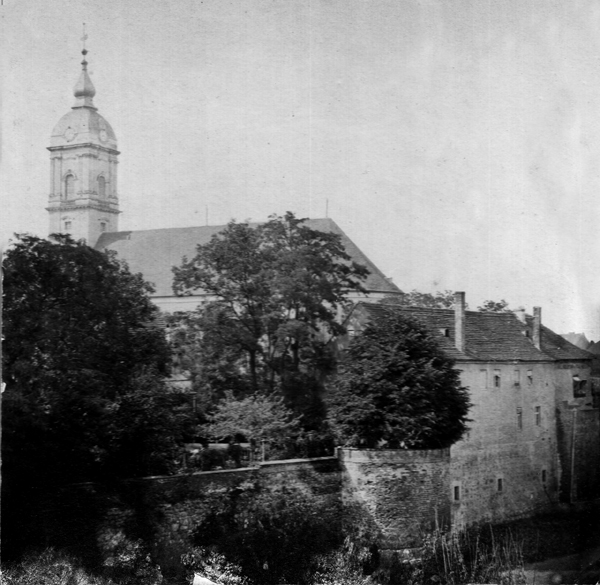
Dom und ehemaliges Bischofsschloss um 1880

Der Dom St. Marien am Domplatz 10 ist eine evangelische Kirche in Fürstenwalde/Spree im Land Brandenburg. Das Vorgänger-Gotteshaus entstand im 13. oder 14. Jahrhundert als katholische Kirche. Der jetzige Dombau stammt aus der Mitte des 15. Jahrhunderts und wurde nach der Reformation evangelisch. In den folgenden Jahrhunderten erfuhr er mehrfache Umgestaltungen.
Der Dom St. Marien bildet mit den evangelischen Kirchengemeinden Hangelsberg, Beerfelde, Heinersdorf, Demnitz und Berkenbrück sowie ihren Filialkirchen einen Pfarrsprengel im Kirchenkreis Oderland-Spree der Evangelischen Kirche Berlin-Brandenburg-Schlesische Oberlausitz.

## Geschichte

### Bis zum Ende des Zweiten Weltkriegs
Nachweislich ist die Stadtkirche St. Marien in Fürstenwalde (Spree) seit der päpstlichen Bestätigung im Jahr 1385 Sitz der Bischöfe des Bistums Lebus. Die Bischöfe wurden seitdem hierin auch beigesetzt.
1432 erfolgte durch die Hussiten die weitgehende Zerstörung der Stadtkirche, sodass – beginnend 1446 – ein Neubau als Dom erfolgte. 1528 plünderte der Raubritter Nickel von Minckwitz mit seinen Truppen den Dom. 1555 verstarb mit Bischof Johann VIII. Horneburg der letzte katholische Bischof von Lebus. Am 12. April 1557 fand im Beisein des Kurfürsten Joachim II. und seines Bruders Hans von Küstrin als Markgraf der Neumark der erste evangelische Gottesdienst in diesem Dom statt.
1771 wurde das ehemals gotische Gotteshaus radikal barockisiert. Das Deckengewölbe, die Domverkleidung, der Turm und die Exponate wurden restlos umgestaltet.
In den Jahren von 1908 bis 1910 wurde der Dom erneut instand gesetzt und das barocke Gotteshaus wieder in ein gotisches umgebaut. Es gab damals eine Empore. Die Glasmalereiwerkstatt Rudolf und Otto Linnemann schuf 1910 ein Fenster mit der Darstellung Christus bei Maria und Martha und ein Fenster mit ornamentaler Malerei.

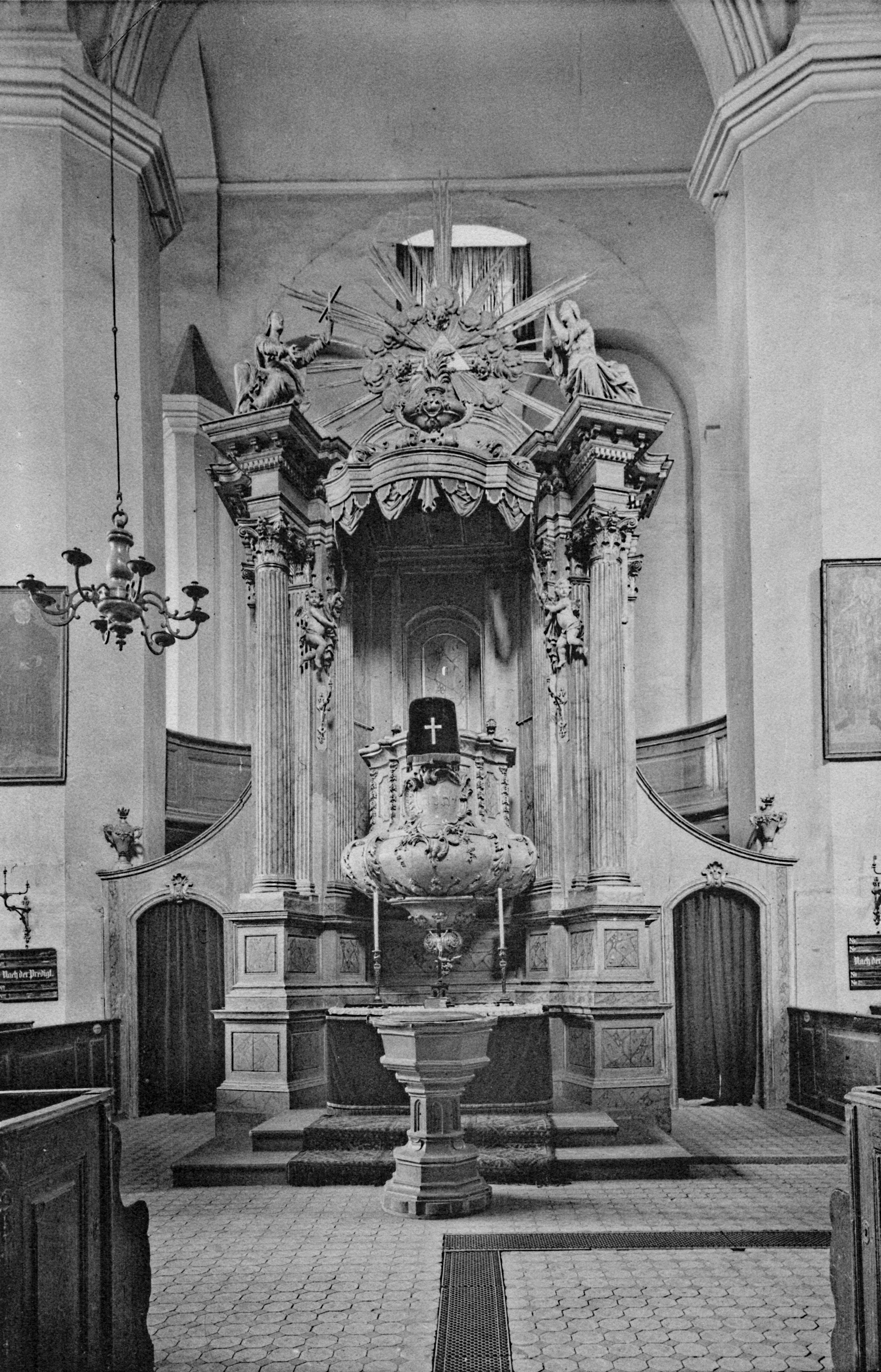
Kanzelaltar, bis 1945 im Dom

Das Gebäude wurde am Ende des Zweiten Weltkriegs, in der Woche vom 16. bis 23. April 1945, durch Luftangriffe und Artilleriebeschuss fast vollständig zerstört. Dach und Turmhaube stürzten ein und das Innere brannte aus: Das Gewölbe und wertvolle Teile der Ausstattung wie der Kanzelaltar wurden vernichtet.

### Nach dem Zweiten Weltkrieg
Die evangelische St.-Marien-Domgemeinde baute den Dom bis in die 1970er Jahre im Wesentlichen wieder auf. Nach der Wiederherstellung des Äußeren folgte eine Neugestaltung des Gebäudeinneren, wofür sich 1988 die Dombauhütte gründete. Im gleichen Jahr begann die teilweise Rekonstruktion des Dominneren, das, im Gegensatz zu dem im Berliner Dom, nicht wieder vollständig in der alten Form entstand. Damit folgte man Plänen aus den 1980er Jahren, welche ein teilweises Sichtbarlassen der Zerstörungen als Erinnerung an den Krieg vorsahen. Beispielsweise wurden die zerbombten Gewölbe durch eine Flachdecke ersetzt. Die Pfeiler wurden bewusst nicht wieder aufgemauert, sondern so belassen, wie sie zerstört worden waren. Die Domgemeinde richtete im Dom ihr Gemeindezentrum ein.
Nach der Wende stand für die weiteren Rekonstruktionsarbeiten mehr Geld zur Verfügung, die Arbeiten konnten am 31. Oktober 1995 mit einer Feier abgeschlossen werden. Am 31. Oktober 2005 weihte Bischof Huber die von der Firma A. Schuke geschaffene Orgel.

## Ausstattung

### Bauliches

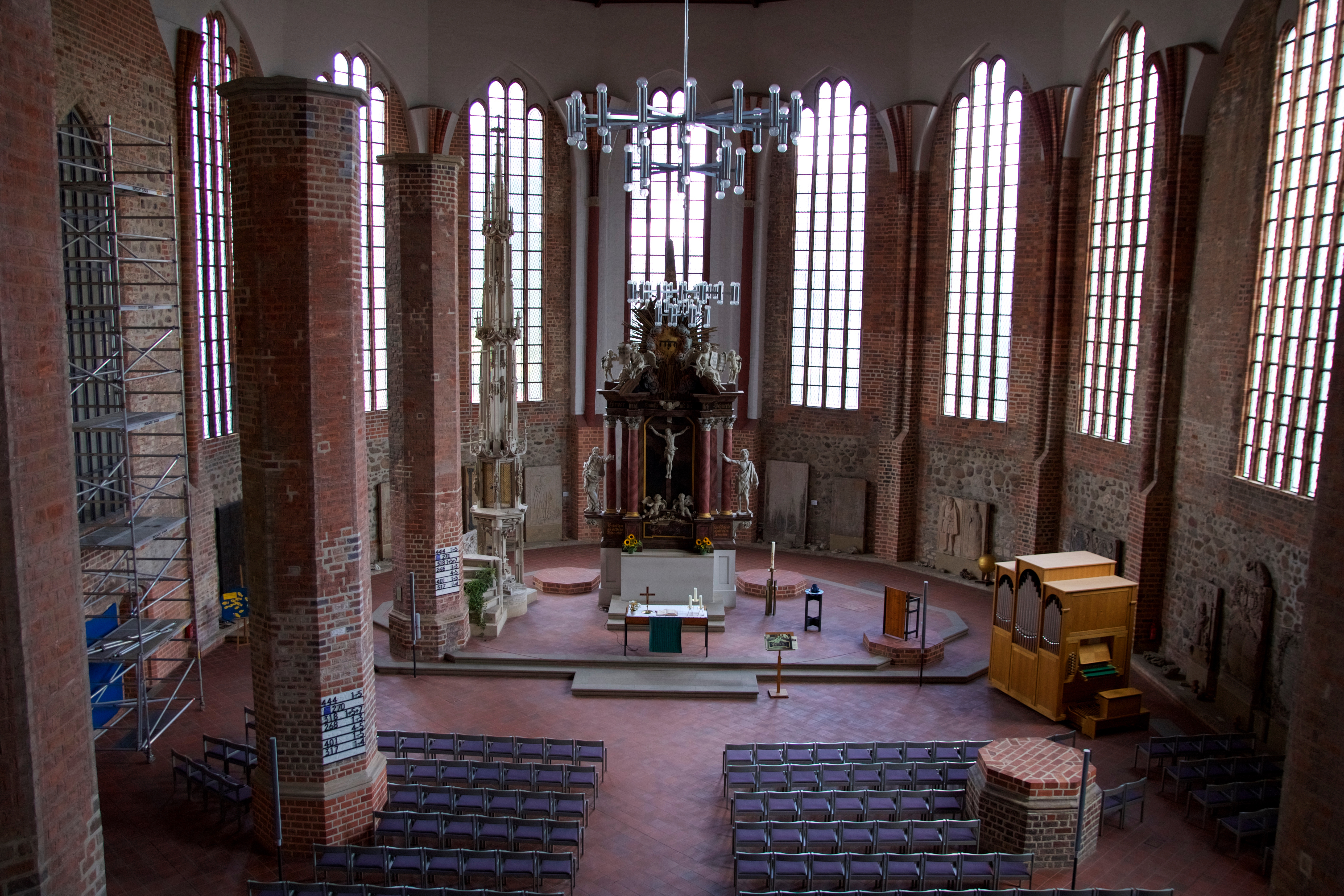
Innenansicht des wiederaufgebauten Domes: Blick auf den Altar und das Sakramentshaus

Das Hauptgebäude ist eine dreischiffige Kathedralkirche aus unverputzten Backsteinen, mit einem holzverkleideten Innengewölbe. Bei der Errichtung des zweiten Gotteshauses kamen offenbar einige unbehauene Feldsteine aus dem Erstbau zur Wiederverwendung, erkennbar an der Apsis und den Seitenwänden außen und innen. Die unsymmetrisch angeordneten Stützpfeiler besitzen einen sechseckigen Querschnitt. Im Westen des Kirchenschiffes erheben sich nun drei Emporen treppenartig nach oben und zum Westturm hin versetzt übereinander.
Dieser ist 68 m hoch und mit weißem Außenputz versehen. Rechts und links von ihm sind zwei halbhohe Treppentürme angefügt.

### Sakramentshaus
Bemerkenswerte Ausstattungsstücke sind ein in das Jahr 1517 datiertes und mit der Signatur „FHM“ versehenes, frei stehendes und zwölf Meter hoch aufragendes filigranes Sakramentshaus aus Sandstein sowie das mit der gleichen Signatur versehene Grabmal des Bischofs Dietrich von Bülow, das nach dessen Tod 1523 geschaffen wurde. Die Annahme, beide Werke habe der Freiberger Bildhauer Franz Maidburg (FHM ?) (um 1480–1533) geschaffen, konnte nicht bewiesen werden.

### Altar
Der den Chor dominierende Altar ist mit einem plastischen Jesusbild geschmückt, tempelartig mit steinernen Säulen und Arkade eingerahmt. Er stammt aus der ehemaligen Mönchenkirche in Jüterbog. Sechs unbunte Fenster lassen das Tageslicht in den Chor eintreten. Auf dem Altartisch stehen modern gestaltete metallene Leuchter, daneben auf dem Fußboden ein gleichartiger Osterleuchter.

### Orgeln

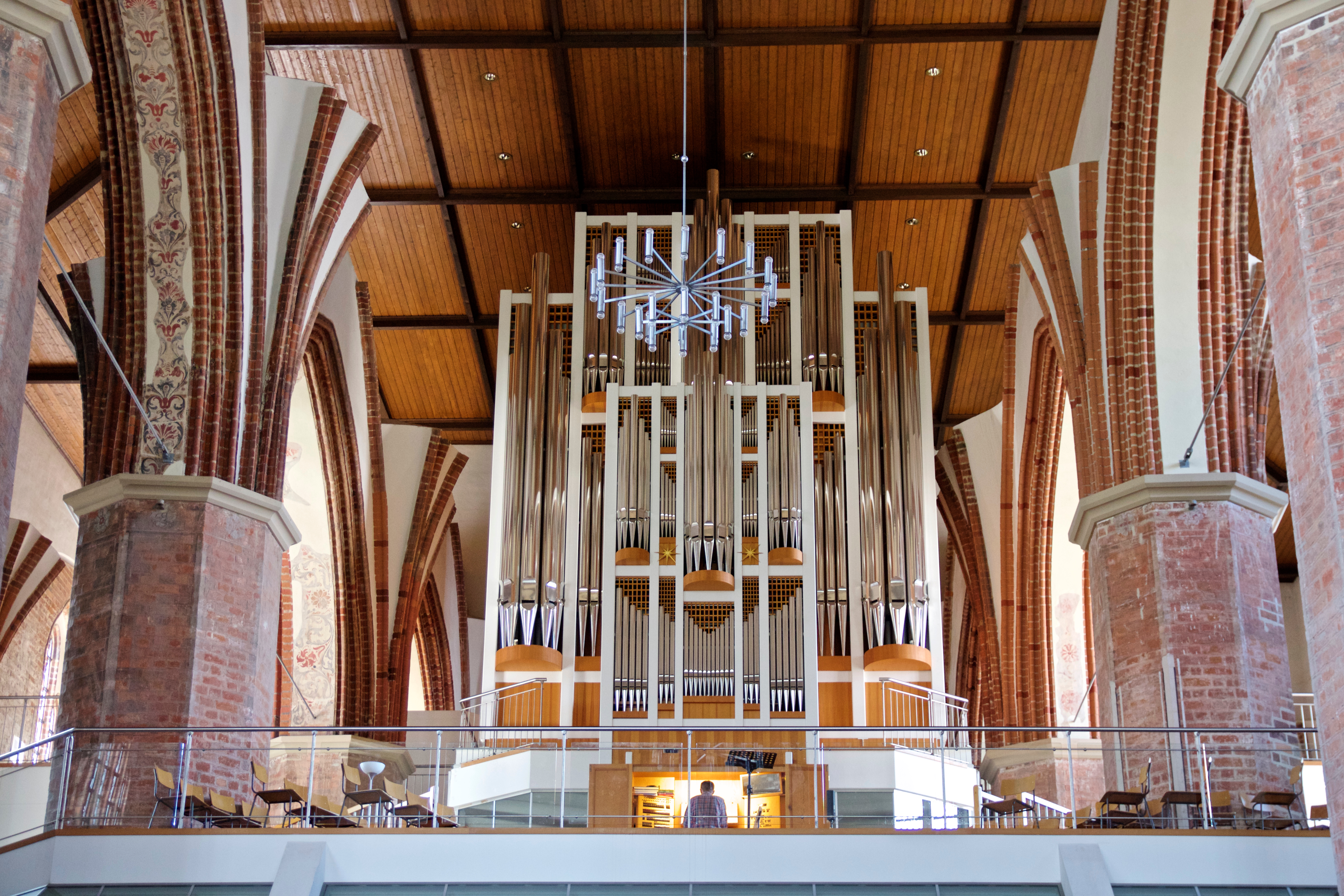
Prospekt der Schuke-Orgel

1576 fielen zwei Orgeln des Doms einem Stadtbrand zum Opfer. Der Orgelbauer Martin Grabow baute von 1590 bis 1592 ein neues Werk, welches bis zur Renovierung des Doms 1756 bestand.
Der Neuruppiner Orgelbauer Gottlieb Scholtze errichtete im Jahre 1772 einen dreimanualigen Neubau mit 41 Registern. Dieser bestand bis 1908, als die Firma W. Sauer eine neue Orgel (III / 50) mit pneumatischen Kegelladen hinter dem historischen Prospekt von Scholtze baute. Der betagte Firmenchef Wilhelm Sauer stellte diese Orgel bei der Einweihung 1910 persönlich vor.
Die Sauer-Orgel wurde bei der Zerstörung des Doms im April 1945 vollständig vernichtet.
Für die Notkirche baute Fa. Sauer eine Orgel mit 17 Register auf zwei Manualen und Pedal und für den wiedereingeweihten Dom 1995 eine fahrbare Orgel mit 14 Registern. Der „Freundeskreis Domorgel“ trieb das Projekt einer neuen großen Domorgel und seine Finanzierung voran. Durch einen Auftritt des Thomanerchores im Dom erfuhr die Domgemeinde, dass die 1967 gebaute Schuke-Orgel (III / 47) der Leipziger Thomaskirche verkauft werden soll. Das brachte das Domorgelprojekt entscheidend voran, denn der Großteil des Pfeifenwerks (42 Register) und der Windladen gehen auf diese gebrauchte Orgel zurück.
Das Instrument wurde durch die Firma Schuke (seit Anfang 2004 in Werder/Havel ansässig) neu konzipiert und erhielt im Jahr 2000 ein neues Gehäuse und 2001 einen neuen Spieltisch. Bis 2005 wurde die Disposition auf nun 64 Register auf nun vier Manualen und Pedal erweitert; vor allem um romantische Register, denn die Schuke-Orgel in der Thomaskirche war, als Ergänzung zur dortigen romantischen Hauptorgel, zum Spielen der Werke von Johann Sebastian Bach und seiner Zeitgenossen konzipiert. Deshalb war sie u. a. ohne Schwellwerk, welches für die Orgel hier im Dom völlig neu gebaut und hinzugefügt wurde. Weiterhin kam ein 32’-Fundament hinzu. Die Pedalklaviatur und die Orgelbank sind ebenfalls aus St. Thomas. Die Orgel hat mechanische Spieltrakturen und elektrische Registertrakturen.
| I Rückpositiv C–g3 |                 |       |   |
| 1.                 | Rohrflöte       | 8′    | L |
| 2.                 | Quintadena      | 8′    | L |
| 3.                 | Principal       | 4′    |   |
| 4.                 | Holzflöte       | 4′    | L |
| 5.                 | Sesquialtera II | 2 ⁄3′ | L |
| 6.                 | Octave          | 2′    | L |
| 7.                 | Quinte          | 1 ⁄3′ | L |
| 8.                 | Septime         | 1 ⁄7′ | L |
| 9.                 | Octave          | 1′    | L |
| 10.                | Mixtur IV–V     |       | L |
| 11.                | Krummhorn       | 8′    | L |
|                    | Tremulant       |       |   |

| II Hauptwerk C–g3 |               |       |   |
| 12.               | Principal     | 16′   |   |
| 13.               | Bordun        | 16′   | L |
| 14.               | Octave        | 8′    | L |
| 15.               | Spillpfeife   | 8′    | L |
| 16.               | Gambe         | 8′    |   |
| 17.               | Octave        | 4′    | L |
| 18.               | Spitzflöte    | 4′    | L |
| 19.               | Quinte        | 2 ⁄3′ | L |
| 20.               | Octave        | 2′    | L |
| 21.               | Cornett II–V  | 8′    |   |
| 22.               | Mixtur VI–VII |       | L |
| 23.               | Scharff IV    |       | L |
| 24.               | Trompete      | 16′   | L |
| 25.               | Trompete      | 8′    | L |

| III Schwellwerk C–g3 |                 |        |
| 26.                  | Gedackt         | 16′    |
| 27.                  | Geigenprincipal | 8′     |
| 28.                  | Doppelgedackt   | 8′     |
| 29.                  | Unda maris      | 8′     |
| 30.                  | Salicional      | 8′     |
| 31.                  | Nachthorn       | 4′     |
| 32.                  | Fugara          | 4′     |
| 33.                  | Hohlquinte      | 2 ⁄3′  |
| 34.                  | Piccolo         | 2′     |
| 35.                  | Terz            | 1 3⁄5′ |
| 36.                  | Quinte          | 1 ⁄3′  |
| 37.                  | Oboe            | 8′     |
| 38.                  | Clarine         | 4′     |
|                      | Tremulant       |        |

| IV Unterwerk C–g3 |            |        |   |
| 39.               | Principal  | 8′     |   |
| 40.               | Gedackt    | 8′     | L |
| 41.               | Octave     | 4′     | L |
| 42.               | Blockflöte | 4′     | L |
| 43.               | Rohrnassat | 2 ⁄3′  | L |
| 44.               | Octave     | 2′     | L |
| 45.               | Waldflöte  | 2′     | L |
| 46.               | Terz       | 1 3⁄5′ | L |
| 47.               | Sifflöte   | 1′     | L |
| 48.               | Mixtur VI  |        | L |
| 49.               | Vox humana | 8′     |   |
|                   | Tremulant  |        |   |

| Pedal C–f1 |                  |         |             |
| 50.        | Untersatz        | 32′     | teilweise L |
| 51.        | Prinzipal        | 16′     |             |
| 52.        | Subbaß           | 16′     | L           |
| 53.        | Zartbaß (Nr. 26) | 16′     |             |
| 54.        | Quinte           | 10 2⁄3′ | L           |
| 55.        | Octavbaß         | 8′      | L           |
| 56.        | Spitzflöte       | 8′      | L           |
| 57.        | Octave           | 4′      | L           |
| 58.        | Gemshorn         | 4′      | L           |
| 59.        | Weitoctave       | 2′      | L           |
| 60.        | Rauschpfeife III |         | L           |
| 61.        | Mixtur VI        |         | L           |
| 62.        | Posaune          | 16′     | L           |
| 63.        | Trompete         | 8′      | L           |
| 64.        | Clairon          | 4′      | L           |

- Koppeln: I/II, III/II, IV/II, III/I, IV/I, IV/III, I/P, II/P, III/P, IV/P
- Nebenregister: Zimbelstern
- Spielhilfen: 3072-fache Setzeranlage, Sequenzer, Tutti, Absteller, Crescendowalze

L = Register aus dem Instrument der Thomaskirche; Register ohne nähere Bezeichnung sind neu gebaut worden
Anmerkung zum Register "Untersatz 32´: Besteht teilweise aus dem Principal 16´ der Orgel der Thomaskirche

## Nutzung
In erster Linie dient der Dom der Feier von Gottesdiensten. Darüber hinaus finden in ihm Konzerte (u. a. „Orgelmusik zur  Marktzeit“, die „Internationalen Fürstenwalder Sommermusiken“ [seit 2006] und Sonderkonzerte) sowie Vorträge statt.

## Bibliothek
Zum Dom gehört eine auf Bischof Dietrich von Bülow zurückgehende Bibliothek, deren durch die Jahrhunderte gewachsener Altbestand jedoch durch Kriegseinwirkungen dezimiert wurde. Sie enthält auch die Reste der Gutsbibliothek der Familie von Massow aus Steinhöfel.